# Čtení pomáhá
Projekt Čtení pomáhá podporuje čtenářství a zároveň umožňuje dětem a mládeži podílet se na charitativní činnosti. Cílem je přenést pozornost dětí od počítačových her a sociálních sítí zpět ke knihám a zároveň pomáhat potřebným. Projekt byl odstartován 8. dubna 2011. Jeho iniciátorem a donátorem je Martin Roman. 

## Princip
Děti se do projektu přihlásí tak, že se zaregistrují na www.ctenipomaha.cz. Přečtou-li některou z knih uvedených na stránkách na seznamu literatury a dokážou-li znalost knihy vyplněním krátkého kontrolního testu, získávají padesátikorunový kredit. Peníze si však nenechávají pro sebe, ale věnují je na některou z nabízených charit. Každý rok rozdělí Čtení pomáhá až 10 miliónů korun. Projekt podpořila většina českých základních a středních škol a aktivně se k němu hlásí také knihovny. 

## Charity
Jedná se o konkrétní charitativní projekty, jako je např. příspěvek na výcvik asistenčního psa Denise, knihy psané Braillovým písmem pro nevidomou Aničku, ruční kolo pro Danu, aktivizační pomůcky pro seniory atp. Charitativní projekty do Čtení pomáhá, nominují renomované dobročinné organizace a nadace. V každou chvíli mohou mladí čtenáři vybírat mezi deseti navrženými charitami. 

## Knihy
Seznam knih zapojených do Čtení pomáhá je rozdělený do třech věkových kategorií, a to pro žáky 1. až 5. třídy, 6. až 9. třídy a pro studenty středních škol. O tom, které knihy jsou a budou součástí Čtení pomáhá, rozhoduje odborná porota, v jejímž čele je Zdeněk Svěrák. Knihy na seznam stále přibývají. Zapojené jsou jak české, tak světové tituly. Mezi dětmi po celou dobu fungování projektu vede Harry Potter a Kámen mudrců a Harry Potter a Fénixův řád.

## Ambasadoři
Projekt Čtení pomáhá podpořily osobnosti, jako je Zdeněk Svěrák, Alena Ježková, Marek Eben, Jiří Dědeček a kapela Nightwork v čele s Vojtou Dykem, která na podporu projektu složila písničku a klip Čti-WO Kniha knih – Den zúčtování. 

## Ocenění
V roce 2011 obdrželo Čtení pomáhá od Fóra dárců hlavní cenu za nejlepší propojení projektu a komunikační kampaně. Další ocenění získal projekt v tomto roce od časopisu CSR Forum, který mu udělil zvláštní cenu za inovaci. Druhé místo získalo Čtení pomáhá v soutěži Internet Effectiveness Awards 2011, v kategorii Charita, lidská práva a životní prostředí.

## Partneři projektu
Česká televize, MF DNES, Lidové noviny, iDnes.cz, Lidovky.cz, Frekvence 1, Evropa 2